# Johan Borups Højskole
Johan Borups Højskole er en højskole i Wedells Palæ ved Frederiksholms Kanal i København.
Højskolen har navn efter sin grundlægger, Johan Jacob Nansen Borup (1854-1946), der grundlagde skolen som Borups Læreanstalt i 1891. Den er den eneste højskole i Danmark, der ligger midt i en storby. Undervisningen på højskolen har fokus på kunst og kultur.

## Folkeprofessorat
Højskolens "folkeprofessorat" uddeles årligt. Det er et-årigt, og folkeprofessoren har bl.a. til opgave at holde åbne folkelige forelæsninger ved højskolen og derved bringe videnskabelig, kunstnerisk og politisk elitekultur i kontakt med den brede folkekultur og oplysning. Ideen er bl.a. inspireret af universiteternes frie professorater, f.eks. "æresprofessorer" og adjungerede professorer.
I 2017 blev den første folkeprofessor udnævnt: Journalist, forfatter og ph.d. i historie Adam Holm, der blandt andet er kendt fra Deadline og Weekendavisen. Han blev udnævnt ved højskolens generalforsamling 24. april 2017. I sit virke som folkeprofessor har Adam Holm holdt tre folkeforelæsninger: om Punk, om Syrien og om Europa. Han har også holdt oplæg om journalistik for højskolens elever og deltaget i HÖST Nordisk Litteraturfestival.
Forfatter og menneskerettighedsaktivist Anne Lise Marstrand-Jørgensen tiltrådte som højskolens næste folkeprofessor ved generalforsamlingen 23. april 2018, og holdt i efteråret 2018 afholdt tre folkelige forelæsninger for fulde huse under overskriften "En flod i bevægelse" med temaerne angst og depression i fokus.
I foråret 2019 blev kendte podcastvært, musikkritiker og autodidakte kulturjournalist Lucia Odoom (f. 1987) udnævnt som ny folkeprofessor ved Johan Borups Højskole og holdt tre folkelige forelæsninger i efteråret 2019 om "At lytte", "At fejle" og "At følge sit hjerte". 

## Kulturhuset
Udover at være en højskole er Johan Borups Højskole også et kulturhus med arrangementer for offentligheden. Kulturhuset afholder koncerter, oplæsninger, debatter mm. og hvert efterår holder Kulturhuset og Johan Borups Højskole deres egen nordiske litteraturfestival Höst. 
Der er kor hver tirsdag eftermiddag, hvor både skolens egne elever og folk ude fra deltager. 